# Подовский сельский совет (Новотроицкий район)
Подовский сельский совет (укр. Подівська сільська рада) — входит в состав
Новотроицкого района
Херсонской области
Украины.
Административный центр сельского совета находится в 
с. Подовое
.

## История
- 1977 — дата образования.

## Населённые пункты совета
- с. Подовое
- с. Качкаровка